# Mitternachtstürme
Mitternachtstürme ist der dreizehnte von vierzehn Romanen (in der deutschen Erstausgabe sind es 37) in der High-Fantasy-Saga Das Rad der Zeit der US-amerikanischen Autoren  Robert Jordan und Brandon Sanderson. Er wurde erstmals 2010 als Towers of Midnight veröffentlicht. Auf Deutsch ist der Roman in zwei Teilen, Der Traum des Wolfs und Die Türme der Mitternacht, in der Übersetzung durch Andreas Decker 2011 bei Piper erschienen. Eine Gesamtübersetzung unter dem Titel Mitternachtstürme erschien 2016 ebenfalls bei Piper.
Der Roman ist der zweite Teil von „A Memory of Light“, Robert Jordans letztem geplanten Buch. Aufgrund der Menge an zu behandelndem Material einigten sich Jordans Frau, Tor Books und Brandon Sanderson darauf, das letzte Buch in drei separate Bücher aufzuteilen. Alle drei Bücher wurden von Sanderson mit Hilfe umfangreicher Notizen geschrieben, die der verstorbene Jordan hinterlassen hat. Der Titel „Towers of Midnight“ wurde von Sanderson vorgeschlagen und ersetzt den Arbeitstitel „A Memory of Light: Shifting Winds“. Das Buch debütierte auf Platz 1 der The New York Times Best Seller list.

## Vor der Veröffentlichung
Am 30. August 2010 kündigte Tor Books in Verbindung mit der Veröffentlichung von Sandersons 2010 erschienenem Roman The Way of Kings an, dass Sanderson während seiner Werbebuchtour Autoaufkleber verteilen würde. Einige der Autoaufkleber enthielten einen Code, der eine Seite der Towers of Midnight entsperren würde. Fans konnten die Codes erraten, ohne einen Autoaufkleber zu erhalten, und ein ganzes Kapitel freischalten (Kapitel 8). Der endgültige Code wurde in Venedig platziert. Die Codes waren die Kapitelnamen von Towers of Midnight. Diese Veranstaltung wurde auf Wunsch von Brandon Sanderson von Tor beworben und konnte eine unerwartet hohe Beteiligung der Fangemeinde generieren.

## Handlung

### Perrin Aybara und Egwene al'Vere
Auf ihrem Weg durch Ghealdan treffen Perrin Aybara und seine Gefolgsleute auf die Kinder des Lichts. Jaret Byar und Dain Bornhald beschuldigen Perrin berechtigt, zwei ihrer Kollegen getötet zu haben. Als Galad Damodred seine Stiefmutter Morgase Trakand unter den Flüchtlingen entdeckt, stimmen Galad und Perrin einem Prozess mit Morgase als Richterin nach dem andoranischen Gesetz von Andor zu. Perrin offenbart seine Fähigkeit, mit Wölfen zu sprechen und behauptet zu seiner Verteidigung, dass die beiden Männer seine Wolfsfreunde getötet haben; aber Morgase verurteilt Perrin des „illegalen Tötens“ nach einem obskuren Gesetz, das nur für Söldner gilt. Perrin willigt ein, Galads Urteil nach Tarmon Gai'don zu folgen; aber Galad spricht das Urteil nicht sofort aus.
Faile Bashere und Berelain sur Paendrag vereinbaren, dass Berelain öffentlich die Gerüchte ausstreuen wird, dass Perrin und Berelain während Failes Gefangenschaft ein Liebespaar waren; woraufhin sich Berelain Galad anschließt. Nae'blis Moridin beschuldigt die Verlorene Graendal, Perrin getötet zu haben; und er gibt ihr einen ter'angreal namens "Traumstachel", einen von zweien, die er besitzt, der sowohl das Reisen als auch die Bewegung in der realen Welt sowie den Dienst seines Dieners Isam behindert. Graendal befiehlt Isam, das Gerät zu platzieren, damit Perrins Asha'man Jur Grady und Fager Neald keine Tore bilden können, was es ihr ermöglicht, seine Streitkräfte mit einer Armee von Trollocs zu zerstören. Perrin betritt die Traumwelt, um sie zu entfernen, wird dabei aber von Isam angegriffen. Trotz überlegener Zahlen aufgrund der ihm helfenden Wölfe, ermöglicht Isams Beherrschung der Traumwelt es ihm, problemlos mehrere Wölfe zu töten. Perrin will nicht, dass jemand anderes verletzt wird, nimmt den Dreamspike und lockt Isam weg, obwohl seine Bewegung durch das Gerät eingeschränkt ist, und erreicht schließlich Tar Valon, wobei Isam ihn verfolgt.
Egwene al'Vere plant, die Verlorene Mesaana zu finden, während sie sich auch mit einer Reihe von Morden an Aes Sedai befasst, weigert sich jedoch, sich aufgrund seines Ungehorsams mit Gawyn Trakand als Behüter zu verbinden; und als er einen Eindringling außerhalb von Egwenes Gemächern konfrontiert, stört dies die Schutzzauber, die sie gegen Mesaana gesetzt hatte. Während Gawyn Elayne in Caemlyn besucht, erfährt er, dass die Morde das Werk der 'Blutmesser' sind, den Attentätern von Seanchan. Egwene arrangiert ein Treffen in der Halle der Burg in Tel'aran'rhiod mit der geheimen Absicht, Mesaana in eine Falle zu locken, während sie an einem weiteren geheimen Treffen von Aes Sedai, der Weisen Frauen und den Windsucherinnen teilnimmt, um die Zusammenarbeit zwischen den machtlenkenden Frauen der drei Kulturen zu diskutieren. Anstatt jedoch einfach wie beabsichtigt die Halle auszuspionieren, greifen Mesaana und die Schwarze Ajah sofort an, was zu einem Kampf führt, bei dem der von Perrin bewegte Traumstachel Mesaana an der Flucht hindert. Mesaana versucht, Egwene mit einem A'dam festzuhalten; aber Egwenes Beherrschung von Tel'aran'rhiod ermöglicht es ihr, Mesaanas Verstand zu brechen. Gawyn kehrt nach Tar Valon zurück, um drei Blutmesser daran zu hindern, Egwene zu töten; woraufhin Egwene erwacht und sich mit Gawyn verbindet, den sie zu heiraten bereit ist.
Auf dem Gelände der Burg kämpfen Hopper und Perrin gegen Isam, und Isam tötet Hopper, wodurch jede Chance auf eine Wiedergeburt des Wolfs für immer beendet wird. Perrin zerstört den Traumstachel, indem er ihn in einen Alptraum wirft, der die Form eines Vulkans angenommen hat. Perrin entkommt Isam, indem er in die reale Welt zurückkehrt. Perrin fühlt sich gezwungen, einen Kriegshammer zu schmieden, und Neald entdeckt ein Talent für die Herstellung einer kraftgeschmiedeten Waffe, was zu einem Hammer führt, den Perrin „Mah'alleinir“ nennt, „er, der aufsteigt“ in der Alten Sprache. Währenddessen wissen Galads Kinder nicht, dass sie von der für Perrin bestimmten Trolloc-Armee überfallen werden. Perrins Armee greift zuerst an, vernichtet die Trollocs und rettet die Kinder. Galad verhängt eine milde Strafe für Perrins Verbrechen: Er muss den Familien der beiden getöteten Männer finanzielle Wiedergutmachung leisten und in der Letzten Schlacht kämpfen. Jaret Byar versucht, Perrin zu töten, aber Byar wird stattdessen von Dain Bornhald getötet, der nicht mehr glaubte, dass Perrin seinen Vater Geofram getötet hatte, weil Byar nicht in der Lage war, im Prozess zugunsten der Anklage auszusagen. Galad akzeptiert Perrins Vorschlag, sich Perrins Truppe anzuschließen, und schwört, unter Perrins Kommando zu bleiben, bis die letzte Schlacht vorbei ist.
Die Hand des Dunklen, Shaidar Haran, macht die Verlorene Graendal für den Tod von drei Verlorenen (Mesaana, Aran'gar und Asmodean) verantwortlich und beginnt sie zu bestrafen.

### Mat Cauthon und Elayne Trakand
Mat Cauthon trifft die andoranische Königin Elayne Trakand in Caemlyn, um den Bau von "Drachen" (Artillerie) nach den Vorgaben der ehemaligen Feuerwerkerin Aludra zu besprechen. Sie verhandeln darüber, wer wie viele Drachen behalten darf, und Mat willigt ein, dass Elayne sich den silberne Fuchskopf-Medaillon-ter'angreal ausleiht, den er trägt, um die Eine Macht zu blockieren, damit sie Kopien anfertigen kann.
Elayne verwendet einen Angreal, um eine Verkleidung zu weben, in dem Versuch, sich als eine der Verlorenen auszugeben. Sie befragt die schwarze Schwester Chesmal, aber sie wird nach der Ankunft von Chesmals schwarzen Schwestern Eldrith und Temaile sowie der Sekretärin von Haus Caerens Oberhaupt Sylvase entlarvt. Sie benutzt Mats Ter'angreal und eine Kopie davon, um sie zu besiegen, aber nach einem überraschenden Auftritt ihres Schattenfreundes, der ehemaligen Wache Doilen Mellar, verliert sie beide Medaillons an ihn. In ihrer Verzweiflung benutzt sie die Eine Kraft, um das Dach über ihm zum Einsturz zu bringen. Sie gewinnt das ursprüngliche Ter'angreal zurück, aber Mellar entkommt mit der Kopie.
Mat und Talmanes locken einen Gholam (Gholam sind Wesen, die künstlich erschaffen wurden, um Aes Sedai zu besiegen. Sie sind immun gegen die Eine Macht und die meisten Waffen. Ausschließlich unter dem Einfluss des Fuchskopf-Medaillos sind sie verletzlich) in eine Falle; Nachdem Mat die Kreatur in ein brennendes Gebäude gelockt hat, verwundet er sie mit Elaynes Kopien seines eigenen Medaillons und zwingt ihn in ein Wegtor, um ihn in die endlose Leere zu stürzen. Welches Schicksal der Gholam in der endlosen Leere erleidet ist nicht beschrieben.
Als Perrin und seine Gruppe ankommen, überredet Morgase Elayne, Perrin die Zwei Flüsse unter andoranischer Herrschaft verwalten zu lassen. Elayne benutzt die Drachen und ein Versprechen von Ländereien in Andor für Cairhienin-Adlige, um die Cairhienner davon zu überzeugen, sie zur Königin von Cairhien zu machen und die Königreiche von Andor und Cairhien zu vereinen.
Mat, Thom Merrilin und Noal betreten den Turm von Ghenjei, um Moiraine Damodred zu retten, die für tot gehalten wird, seit sie im Kampf gegen die Verlorene Lanfear durch ein Ter'angreal-Portal gefallen ist. Von Mats Glück durch ein Labyrinth geführt, wehren die drei den listigen Eelfinn mit Feuer, Musik und der Bedrohung durch eiserne Waffen ab. Als Mat sie findet, schließt er mit den Eelfinn einen Handel für eine sichere Passage nach draußen und bietet ihnen „das halbe Licht der Welt“ – Mats linkes Auge wird ihm genommen. Obwohl sie anfangen zu gehen, jagen die schlangenähnlichen Aelfinn ihnen nach, da Mat sie aus der vorherigen Abmachung herausgelassen hat. Noal, der sich als Volksheld Jain Farstrider offenbart, bietet an, zurückzubleiben und den anderen Zeit zur Flucht zu verschaffen. In eine Sackgasse getrieben, scheint die Hoffnung gestorben zu sein, bis Mat erkennt, dass sein Ashandarei (eine Stangenwaffe, ähnlich einem Speer, allerdings mit einer Schwertklinge am Ende) ihr Schlüssel zum sicheren Durchgang aus dem Turm ist, die Mauern zerreißt und ihre Freiheit verdient. Draußen sicher erwacht Moiraine, um sich aufgrund ihrer Gefangennahme in der Einen Macht stark geschwächt zu zeigen (obwohl sie im Besitz eines überaus mächtigen „Angreal“ ist) und in Thom verliebt ist, der es gerne erwidert. Während sie ihr Neuigkeiten aus der Welt mitteilen, bereiten sie sich darauf vor, Rand zu finden, bevor die letzte Schlacht beginnt.

### Rand al'Thor
Frisch von seiner seelenrettenden Offenbarung an den Hängen des Drachenbergs begibt sich Rand al'Thor in die Welt, um gegen die Berührung des Dunklen zu kämpfen. Zur großen Überraschung aller Beteiligten begibt er sich dann zur Weißen Burg, um Egwene al'Vere, dem Amyrlin-Sitz, eine atemberaubende Ankündigung zu überbringen: Er beabsichtigt, die verbleibende Siegel auf dem Gefängnis des Dunklen Königs zu zerstören, um einen dauerhafteren Ersatz zu errichten. Unfähig, ihn von den Gefahren zu überzeugen, räumt sie ein, ihn auf seine Bitte hin in einem Monat auf den Feldern von Merrilor zu treffen. Egwene ist verzweifelt, das zu verzögern, was sie nur für den Untergang der Welt halten konnte, und schmiedet einen Plan, um die Nationen der Welt zu vereinen, in der Hoffnung, den scheinbaren Wahnsinn des Drachen (Rand) zu stoppen.
Nachdem er ein Paar mächtiger Schattenfreunde in seinen eigenen Reihen von Tairens vertrieben hat, reist er mit Min Farshaw zum zerstörten Hafen von Bandar Eban, den er dem Hunger und Verfall preisgegeben hatte. Seine Haltung und sein Einfluss hellten sich auf, er begann schnell damit, die Stadt wieder auf die Beine zu stellen, die Hungrigen zu speisen und die Unterdrückten aufzurichten. Dann macht er sich auf den Weg nach Norden zur belagerten Festung Maradon, der Hauptstadt von Saldaea, die von zahllosem Schattengezücht (Trollocs, Myrdraal, Schattenhunde u. v. m.) eingenommen wird. Obwohl sie von Streitkräften unter dem Kommando des berühmten Generals Rodel Ituralde tapfer bekämpft werden, sind die Streitkräfte des Lichts hoffnungslos unterlegen, die Stadt steht am Rande der Zerstörung. Wütend über die Notlage der Männer, die er fast dem Tod überlassen hatte, stellt sich Rand an die Spitze des Angriffs gegen die Schattens und schlägt die Horde von Zehntausenden im Alleingang mit einer unvorstellbaren Menge der Einen Macht zurück. Leider kann er den Nationen Kandor und Arafel nicht helfen, die ebenfalls von Schattengezücht überwältigt werden.
Er bereitet sich jetzt darauf vor mit den Streitkräften der Nationen zu verhandeln, die sich auf den Feldern von Merrilor versammelt haben. Am Ende des Buches, während er in der Nacht vor der Verhandlung auf den Feldern von Merrilor schläft, hört Rand in einem Traum den Schrei einer Frau, die er nicht erkennt. Ihr Gesicht ist anders, aber er weiß, dass sie Mierin Eronaile sein muss, auch bekannt als Lanfear, der Verlorenen. Sie bittet ihn, ihr zu helfen, der Folter zu entkommen, aber die Wand fällt weg und sie stürzt in die Dunkelheit.

### Aviendha
In der Zwischenzeit darf Aviendha endlich den letzten Test bestehen, um eine Weise Frau zu werden, reist durch die Aiel-Wüste und macht sich auf den Weg zur antiken Stadt Rhuidean. Während ihrer Wanderung besucht sie eine wandernde Aiel namens Nakomi und bittet sie, ihr Feuer mit ihr zu teilen. Nachdem sie ein harmloses Gespräch begonnen hat, sinniert die mysteriöse Frau über das Schicksal der Aiel, sobald ihr „Toh“ (eine Art Verpflichtung aus den alten Prophezeiungen) gegenüber dem Drachen erfüllt wurde. Die Frage verwirrt Aviendha und beunruhigt sie, da es den Anschein hat, als würden die Aiel ihren Zweck und ihre Bedeutung verlieren, sobald die letzte Schlacht geschlagen wurde. Nachdem sie in Rhuidean angekommen ist und die letzte Prüfung der Kristallsäulen bestanden hat (eine umfassende Geschichte der „Schande“ der Aiel, gesehen durch die Augen ihrer Vorfahren), versucht sie, mehr über die „Ter'angreal“ zu erfahren. Dies offenbart Aviendha versehentlich, was die Zukunft der Aiel sein könnte, wo ihre eigenen Nachkommen eine Kette von Ereignissen beginnen, die es den Seanchanern ermöglichen würden, die Feuchtgebiete zu übernehmen, die Aiel in ein Versteck zu treiben und sie systematisch zu erbärmlichen Aasfressern zu reduzieren. Angesichts dieser niederschmetternden Möglichkeit verlässt Aviendha Rhuidean, um Rand zu finden, der verzweifelt nach einer Chance sucht, diese düstere Zukunft zu korrigieren.

### Die Schwarze Burg
Mazrim Taim regiert die Schwarze Burg mit eiserner Faust, während Logain Turm abwesend war. Einige der Aes Sedai, die zur Burg gereist sind, der ursprünglich von Anführerin der Roten Ajah geschickt wurde, haben die Erlaubnis erhalten, sich mit einigen der Soldaten und Geweihten zu verbinden; jedoch wurden keine gebunden. Der gesamte Turm wird bewacht, Ein- und Ausgang werden streng überwacht, und das Verhalten vieler Aes Sedai und Asha'man hat sich erheblich und beunruhigend geändert; einige von Taims glühendsten Verleumdern scheinen nun sein Loblied zu singen und benehmen sich, als würden sie sich selbst nachahmen. Tore versagen beim Bau und schränken die auf dem Burggelände auf die Wache von Taim und seinen Getreuen ein. Eine kleine Gruppe Soldaten, darunter Androl Genhald, Emarin, Jonneth, Canler und die Asha'man der Zwei Flüsse, verweigerten ihre Gefolgschaft dem Drachen gegenüber.

## Ausgaben
- Towers of Midnight. Tor, 2010, ISBN 978-0-7653-2594-5.
  - Der Traum des Wolfs. Piper, 2011, ISBN 978-3-492-26837-0.
  - Die Türme der Mitternacht. Piper, 2011, ISBN 978-3-492-26838-7.
  - Gesamtübersetzung: Mitternachtstürme. Piper, 2016, ISBN 978-3-492-95944-5.